# Phrynocephalus versicolor
Espèce
Synonymes
- Phrynocephalus guentheri Bedriaga, 1906
- Phrynocephalus blanfordi Bedriaga, 1907
- Phrynocephalus ciliaris Bedriaga, 1907
- Phrynocephalus helioscopus var. levis Kashtchenko, 1909
- Phrynocephalus potanini Bedriaga, 1909
- Phrynocephalus versicolor var. bogdanowi Bedriaga, 1909
- Phrynocephalus versicolor var. doriai Bedriaga, 1909
- Phrynocephalus versicolor var. hispida Bedriaga, 1909
- Phrynocephalus versicolor var. kulagini Bedriaga, 1909
- Phrynocephalus versicolor var. siebenrocki Bedriaga, 1909
- Phrynocephalus rostralis Zarevsky, 1930
- Phrynocephalus immaculatus Zhao, 1995

Statut de conservation UICN

 LC  : Préoccupation mineure
Phrynocephalus versicolor est une espèce de sauriens de la famille des Agamidae.

## Répartition
Cette espèce se rencontre :
- en République populaire de Chine au Xinjiang, au Gansu, au Ningxia et en Mongolie-Intérieure ;
- en Mongolie ;
- en Russie au Touva.

## Liste des sous-espèces
Selon The Reptile Database (9 mai 2012) :
- Phrynocephalus versicolor doriai Bedriaga, 1909
- Phrynocephalus versicolor hispidus Bedriaga, 1909
- Phrynocephalus versicolor kulagini Bedriaga, 1909
- Phrynocephalus versicolor versicolor Strauch, 1876

## Publications originales
- Bedriaga, 1909 : Amphibien und Reptilien. Wissenschaftliche Resultate der Reisen N.M. Przewalskijs durch Zentralasien. Zoologische Teil. Band 3. Part 1. Lacertilia. Sankt-Petersburg.
- Prjevalski, 1876 : Mongoliya i Strana Tangutov. Tryokhletneye puteshestviye v Vostochnoj Nagoruoj Asii. Société géographique impériale de Russie.